# 벽지

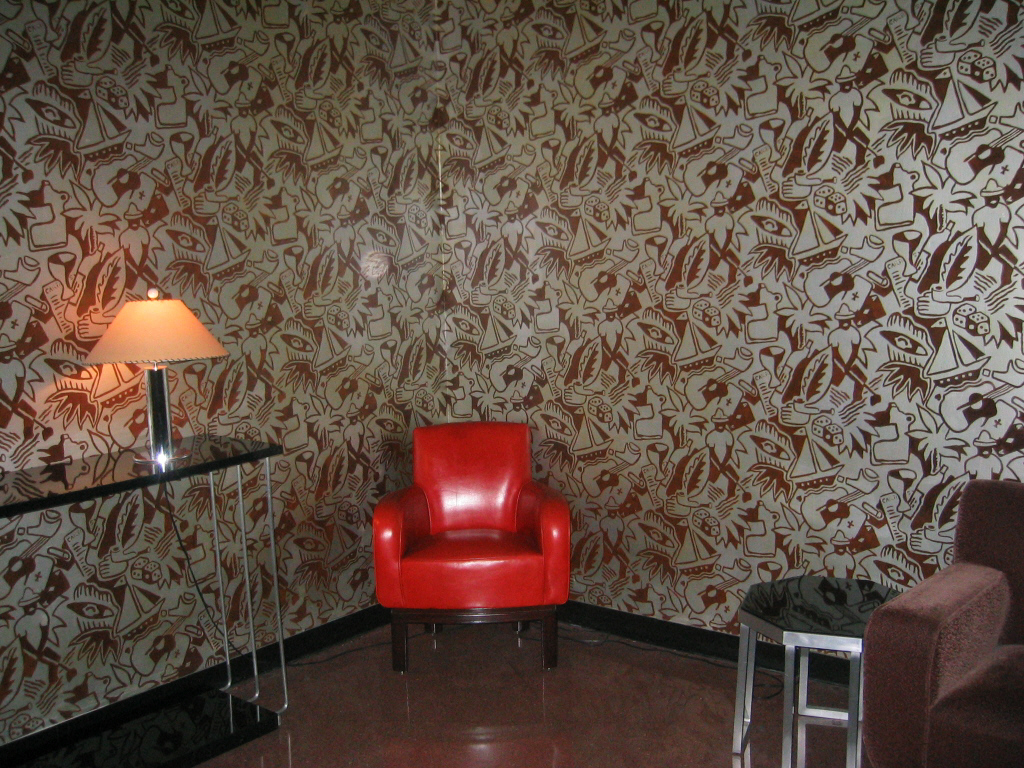
벽지를 바른 방

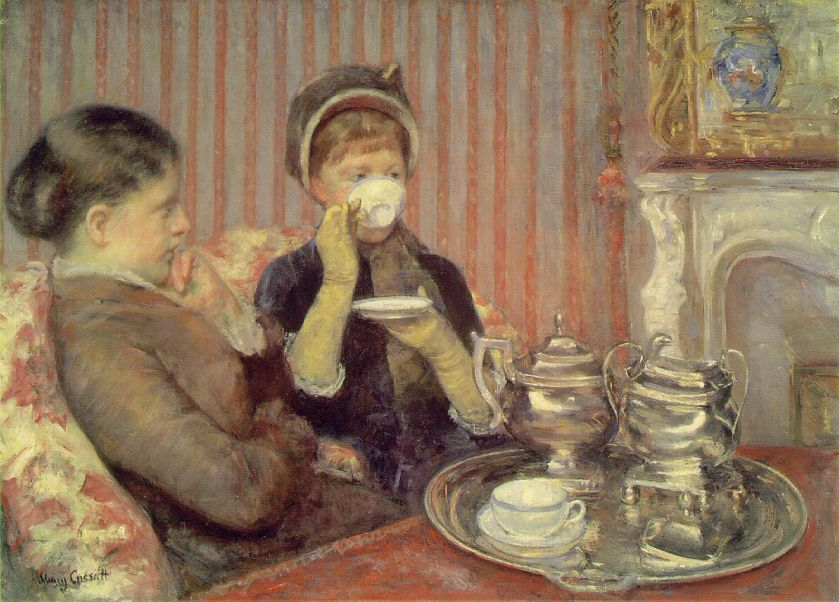
《차》, 메리 카사트
- 줄무늬 벽지를 바른 방에서 두 여인이 차를 마시고 있다.

벽지(壁紙)는 벽에 바르는 종이이다. 요즘에는 종이가 아닌 마·견·인조섬유·플라스틱·얇은 목재 판지로 만들기도 한다. 이런 벽지는 순한 세제와 물로 간단히 청소할 수 있다.

## 역사
주된 역사적 기법은 다음과 같다: 핸드페인팅, 목판 인쇄, 스텐실, 다양한 종류의 머신 프린팅. 처음 3가지 종류는 1700년 이전으로 거슬러 올라간다.

## 같이 보기
- 벽화